# Justo Ulloa Acuña
Justo Salvador Ulloa Acuña (Lautaro, 9 de agosto de 1913 – Concepción, 21 de octubre de 1991) fue un Médico Cirujano chileno, es conocido por su contribución a la vida médica, docente y pedagógica de la Región del Biobío. 
Los pabellones quirúrgicos del Hospital Las Higueras llevan su nombre desde 1991, así también el Centro de Atención Ambulatoria de Alta Complejidad del mismo centro médico, inaugurado el 11 de marzo de 2007.

## Biografía y trayectoria

### Primeros años
Fue criado por sus padres Salomé Ulloa Henríquez y María Acuña, quienes se dedicaban a la agricultura y ganado en el fundo “Los Maitenes”, ubicado en la ciudad de Lautaro. Sus primeros estudios los realizó en Chillán y, posteriormente, ingresó a la carrera de medicina en la Universidad de Concepción y en la Universidad de Chile. Se graduó de médico cirujano en 1938.            

### Inicios Profesionales
Comenzó a ejercer como médico cirujano en el Hospital Clínico Regional de Concepción, lugar donde trabajaba cuando ocurrió el terremoto de Chillán el 24 de enero de 1939.  Pasado el tiempo, fue médico general en el puerto de Tomé (a 30 kilómetros al norte de Concepción) prestando atención domiciliaria a los enfermos inmovilizados. 

### Labor en el Hospital San Vicente
Desde 1947, durante más de 45 años, asumió como director y jefe de cirugía del Hospital San Vicente de Talcahuano.
Dicho centro médico había sido construido como un centro de salud provisorio para superar la emergencia generada por el terremoto, en los tiempos que el ministro de Salubridad pública, Previsión y Asistencia Social, Doctor Salvador Allende Gossens (1939- 1942), ejercía su labor.
Pese a las precarias condiciones de aquel entonces, Talcahuano obtuvo un acelerado desarrollo industrial durante las décadas de 1950 y 1960, lo que llevó a un aumento en la población local y empresarial. A la siderúrgica Huachipato (CAP), se agregaron Enap, Inchalam, Cementos Bio-Bio, Sigdo Koppers, la industria pesquera, Asmar y base naval de Talcahuano.
Siendo jefe de Cirugía del Hospital Las Higueras, creó un programa de extensión hospitalaria, aprobado por la dirección provincial de salud y que iba dirigido a prestar apoyo, colaboración y, específicamente, atención quirúrgica a hospitales más pequeños.

### Modernización de Hospital San Vicente
Desde 1948, como director del Hospital San Vicente, Ulloa inició una campaña de construcción para un centro de salud moderno en Talcahuano haciendo uso de su derecho a petición. El sentido de esta lucha estaba focalizado en no estar a la espera de que las falencias del sistema hospitalario local se resolvieran exclusivamente por iniciativa de la capital.
Justo Ulloa dirigió un gran número de cartas a la Dirección de Beneficencia y Asistencia Social de Santiago. La primera, fechada el 11 de noviembre de 1950 y que tenía por título: “Sobre la necesidad de construir en Talcahuano un hospital moderno”, daba a conocer la existencia de un terreno −posteriormente llamado Las Higueras− que sería adecuado para la construcción del nuevo hospital. Esta misiva fue seguida por un documento fechado el 3 de abril de 1952, en el cual consultaba sobre la veracidad de las declaraciones del Dr. Theodore I. Gandy quien, de visita a la zona, había expresado a autoridades y prensa local la existencia de un proyecto para la construcción de hospitales en Antofagasta, Temuco y Talcahuano a la brevedad. En ambos casos no recibió una respuesta satisfactoria. lo que llevó a la búsqueda de ayuda a nivel central. 
El 30 de octubre de 1952, Justo le dirigió una carta al recién elegido presidente de la República, Carlos Ibáñez del Campo, con el objetivo de darle a conocer la campaña. En el documento, Ulloa expresó que “el pueblo de Talcahuano está pagando con vidas, las insuficiencias de los servicios asistenciales”.
Durante ese periodo, el Dr. Ulloa contactó al exministro de Obras Públicas (1952 - 1953) y senador del Partido Democrático Popular por Ñuble, Concepción y Arauco (1953 - 1961), Humberto Martones Quezada. Sin embargo, tampoco logró el objetivo planteado. 
El 4 de julio de 1955, Justo dirigió una carta al senador Salvador Allende Gossens quien, como ministro de Salubridad, Previsión y Asistencia Social (1941-1942), había ordenado la construcción del Hospital San Vicente, enumerando las comunicaciones enviadas a las reparticiones del Estado. En este escrito, nuevamente refirió sobre “la necesidad de un nuevo hospital para Talcahuano”.

### Docencia en Cirugía
Practicó y enseñó cirugía a estudiantes de cuarto año de Medicina de la Universidad de Concepción sin ser docente y de forma gratuita.
El aumento exponencial de alumnos que asistían a sus clases prácticas hizo necesario el regularizar administrativamente la función del Dr. Ulloa, institucionalizando el vínculo académico. El servicio de Cirugía del Hospital San Vicente y posteriormente de Las Higueras, recibieron el estatus de Unidad Docente de la Universidad de Concepción, convirtiéndose en docente de aquella Institución.

### Inauguración del Hospital Las Higueras
El 22 de noviembre de 1969, tras años de campaña, el presidente Eduardo Frei Montalva inauguró el Hospital Las Higueras, cumpliéndo así el anhelo de los habitantes de Talcahuano. Los 29 años de historia del Hospital San Vicente habían quedado atrás.
En la ceremonia de inauguración asistieron figuras como, el ministro de salud Ramón Valdivieso Delaunay, el presidente del Senado Tomás Pablo Elorza, el alcalde de Talcahuano Leocán Portus Govinden, el Rector de la Universidad de Concepción Dr. Edgardo Enríquez Frodden; entre otros.

### Inauguración del Centro de Atención de Alta Complejidad Dr. Justo Ulloa Acuña
El 11 de marzo del año 2007 se inauguró el “Centro de Atención Ambulatoria de Alta Complejidad Dr. Justo Ulloa Acuña”, siendo parte del complejo arquitectónico del moderno Hospital Las Higueras. Tal nominación había sido acordada previamente por el Capítulo Médico regional, mediante votación de la totalidad de los médicos de la región.
A dicha actividad asistieron familiares de Justo Ulloa, así como la expresidenta Michelle Bachelet Jeria, quien celebraba el primer aniversario de su mandato.

## Distinciones
- Condecoración por parte del Colegio Médico de Concepción, 1985.[12]
- Nombramiento de los Pabellones quirúrgicos del Hospital Las Higueras en su honor, 1991.
- Nombramiento del Centro de Atención Ambulatoria de Alta Complejidad del Hospital Las Higueras de Talcahuano en su honor,  2007.[13]